# Jorge Rubén Jiménez
Jorge Rubén Jiménez (Buenos Aires, 4 de julho de 1970) é um ex-futebolista profissional argentino que atuava como meia.

## Carreira
Jorge Rubén Jiménez se profissionalizou no Banfield.

## Seleção
Jorge Rubén Jiménez integrou a Seleção Argentina de Futebol na Copa Rei Fahd de 1995, na Arábia Saudita.

## Títulos
Seleção argentina
- Jogos Pan-Americanos de 1995: - Ouro
- Copa Rei Fahd de 1995: - vice